# ریچارد بولیت
ریچارد بولیت (به انگلیسی: Richard Bulliet) استاد تاریخ در دانشگاه کلمبیا و نویسندهٔ آمریکایی است. وی بیش از سه دهه مطالعاتی دربارهٔ تاریخ ایران و خاورمیانه و جهان اسلام داشته‌است. از مهم‌ترین کتاب‌های او می‌توان به کتاب اشراف نیشابور و تمدن اسلامی و مسیحی اشاره کرد که اولی به زبان فارسی ترجمه شده‌است.